# Adele Pellegatta
Adele Pellegatta (Roma, 23 maggio 1965) è una doppiatrice italiana.

## Doppiaggio

### Film
- Brooke Adams in In due si litiga meglio
- Cathy Moriarty in Piscine - Incontri a Beverly Hills
- Bel Hernandez in Selena
- Hattie Winston in Il grande cuore di Clara
- Renée Taylor in Fuori di testa
- Lane Carroll in La città verrà distrutta all'alba
- Janet Carroll in Alla scoperta di papà
- Kathy Baker in A Natale tutto è possibile
- Rusty Schwimmer in La piccola principessa
- Alana Steward in Una gorilla da salvare
- Jill Eikenberry in Impresa d'amore in Alaska
- Aisling O'Sullivan in Il garzone del macellaio
- Alexandra Stewart in La verità nascosta
- Gisken Armand in Insomnia (1997)
- Jennifer Lewis in La donna dai due volti (1994)
- Jonelle Allen in Dr. Quinn - Il film
- Anabel Graetz in Missione hamburger 2

### Serie Televisive
- Nichelle Nichols in Star Trek
- Felicia Bell in Star Trek: Deep Space Nine (edizione VHS)
- Dyan Cannon in Ally McBeal
- Constance Marie in Ally McBeal
- Bebe Neuwirth in Cin cin
- Julia Deakin in Anubis
- Silvia Salgado in Ciranda de pedra
- Jenifer Lewis in Squadra Med - Il coraggio delle donne
- Jonelle Allen in La signora del West
- Bernadette O'Farrel e Patricia Driscoll in Robin Hood
- Christiane Ludot in Primi baci
- Jessica Früh in Luthi e Blanc
- Pascal Rocard in Soccorso in alta quota
- Monette Lee in I misteri di Rock Island
- Bożena Paczkowska in Infamia

### Animazione
- Graziosa in Il brutto anatroccolo
- Pti in Siamo fatti così
- Oppy in Carnaby Street
- Sig.ra Milligan in Remi - Le sue avventure (secondo doppiaggio)
- Giuseppina in Addio Giuseppina!
- Aoi Wakaba in Metal Armor Dragonar
- Ayako Sawamura in Slow Step
- Koda Lovell in Eureka Seven - Il film: Good Night, Sleep Tight, Young Lovers
- Maybelle e signora Kernicky in I Casagrande
- Nonna Pearl in Zokie nel mondo di Ruby

### Videogiochi
- Rynn in Drakan: The Ancients' Gates[1] (2002)
- Minstrum Magda e Obaasan in Dreamfall: The Longest Journey[2] (2006)
- Theresa in Fable II[3] (2008) e Fable III[4] (2010)
- Constanza Zanchi in Anno 1404[5] (2009)
- Katherine Marlowe in Uncharted 3: L'inganno di Drake[6] (2011)
- Hilde Schmittendorf in Dead Rising 3[7] (2013)
- Hera Visari in Killzone: Shadow Fall[8] (2014)
- Amanda in Detroit: Become Human[9] (2018)
- Mamy Scimmia in Sackboy - Una grande avventura[10] (2020)